# El portal dels obeliscs
El portal dels obeliscs és una novel·la de ciència-ficció fantàstica del 2016 de l'escriptora estatunidenca N.K. Jemisin. El portal dels obeliscs va rebre bones crítiques i, com la seva predecessora de la sèrie, va guanyar el Premi Hugo a la Millor Novel·la l'any 2017. És el segon volum de la sèrie La Terra Fragmentada, després de La Cinquena Estació i la segueix El Cel de Pedra.

## Escenari
El portal dels obeliscs té lloc en un únic supercontinent anomenat La Quietud, on cada pocs segles la humanitat ha d'afrontar el que anomenen una "Cinquena Estació": un període de canvi climàtic catastròfic que posa en perill la supervivència de la civilització. El llibre comença durant una Cinquena Estació especialment devastadora, amb potencial d'esdevenir apocalíptica. La història segueix dues protagonistes -una mare i una filla-, ambdues dotades d'un poder màgic conegut com a orogènia. Separades just abans de l'inici de la Cinquena Estació més recent, la trama se centra en el seu viatge per retrobar-se i en la seva recerca per comprendre l'origen d'aquestes Estacions i els secrets que amaguen.

## Trama
La història es narra principalment des de les perspectives de l'Essun, una poderosa orogèn expulsada de casa seva al començament del primer llibre, i de la Nassun, la seva filla de 10 anys.

### Schaffa
El Schaffa, l'antic Guardià de l'Essun, desperta sota l'aigua després del devastador contraatac d'ell durant el clímax de La Cinquena Estació . Està a punt d'ofegar-se quan, desesperat, permet que l'entitat (manifestada com una força de pura ràbia que impulsa els poders dels Guardians) prengui el control del seu cos durant un breu període. Tot i que aconsegueix sobreviure, les seqüències neurològiques li provoquen una greu pèrdua de memòria, i és incapaç de recordar plenament el seu passat com a Guardià. És rescatat per una família de pescadors a la costa. El record de la seva antiga identitat es reactiva parcialment quan un noi jove el necessita, despertant en ell un impuls protector profundament arrelat. Junts, emprenen un viatge cap al sud, guiats per un record vague i fragmentari .

### Nassun
La història es reprèn poc després que el pare de Nassun descobreixi que el seu fill petit és un orogèn. En un atac de ràbia cega, el mata a cops. Deduint que la Nassun també podria ser un orogèn, la segresta i fuig de Tirimo, la seva ciutat natal. el seu objectiu és portar-la cap al sud, on ha sentit parlar d'un grup de Guardians capaços de "curar-la" de l'orogènesi.
La Nassun sempre s'ha sentit més al seu pare, en part perquè la seva relació amb la mare, l'Essun, era marcada per la duresa i l'exigència. L'Essun, però, li havia estat ensenyant en secret a controlar les seves habilitats orogèniques per evitar ser descoberta. Ara, sabent que el seu pare coneix la seva naturalesa, la Nassun el comença a témer. Quan ell la colpeja al principi del viatge i després es veu consumit per la culpa, ella aprèn a endurir el cor contra ell i deixa de veure'l com el pare que havia conegut.
Es dirigeixen cap al sud, en un viatge ple d'obstacles, i són testimonis directes de la devastació causada per l'Alabastre, que ha fracturat el continent més al nord. La Cinquena Estació desencadenada per aquest esdeveniment empitjora progessivament a mesura que avencen. Finalment, arriben a l'assentament promès: una ciutat anomenada Lluna Trobada, administrada per un grup de Guardians, tot i que no afiliada al Fulcre. La ciutat està dirigida pel Schaffa, que l'ha convertit en un refugi per a joves orogens des de la seva arribada.
La Nassun i el seu pare s'hi estableixen, i ella comença a progressar ràpidament dins d'una mena de Fulcre improvisat creat pels Guardians. Forja un vincle especialment fort amb el Schaffa, que la protegeix ferotgement i esdevé per a ella una figura paterna que substitueix la del seu pare biològic. A mesura que rep formació, la Nassun descobreix que l'orogènesi no consisteix només a moure energia calorífica, com li havien ensenyat la seva mare i els Guardians. Aprèn a percebre una misteriosa energia platejada, emanada dels éssers vius, que constitueix la base dels seus poders orogènics. Les seves habilitats creixen fins a tal punt que comença a canalitzar l'energia d'un dels obeliscs que suren a prop, igual que havia fet la seva mare anys enrere. Aquest poder, però, és perillós: durant un malson, perd el control i converteix accidentalment un dels seus companys de classe en pedra.
A mesura que la Nassun es fa més poderosa, el seu pare s'adona que no s'està "curant" de la seva suposada "malaltia".  S'enfronta al Schaffa i més endavant intenta matar la Nassun. Davant d'aquesta amenaça, la Nassun es veu obligada a  utilitzar els seus poders i també el converteix en pedra, a contracor.

### Essun
L'Essun resideix a Castrima, una comunitat situada dins d'una enorme geoda subterrània. La Ykka, la seva líder, també és una orogèn, i gràcies a la seva influència, els orogens poden viure obertament entre la resta d'habitants. La comunitat es manté gràcies a diverses funcions misterioses de la geoda que semblen funcionar per una mena de màgia, com ara els recicladors d'aire i el control del clima. La Ykka ha deduït que aquests mecanismes només operen quan hi ha orogens presents.
A Castrima també hi viu l'Alabastre, antic mentor i company de l'Essun, un orogèn del Fulcre d'un poder immens. L'Alabastre està morint: el seu cos es transforma lentament en pedra com a conseqüència d'haver utilitzat l'energia dels obeliscs per trencar el continent per la meitat i provocar l'actual Cinquena Estació. Està vigilat per un menjapedres anomenat Antimoni, que manté una relació conflictiva amb el misteriós "nen" Hoa -ara revelat com un menjapedres-, que va acompanyar l'Essun durant la seva fugida de Tirimo.
L'Alabastre comença a transmetre part del seu coneixement a l'Essun sobre els obeliscs i la naturalesa de l'orogènesi. Tal com es revela al final de La cinquena estació, la Lluna ha estat absent del cel durant milers d'anys abans dels esdeveniments narrats, i la majoria de la població ni tan sols sap que hagi existit mai. L'Alabastre afirma que la fractura del continent va ser un intent de generar prou calor i energia geològica perquè un orogèn prou poderós pogués utilitzar els obeliscs per recuperar la Lluna i posar fi a la Cinquena Estació. Segons ell, l'òrbita àmpliament el·líptica de la Lluna és una de les causes principals de la inestabilitat geològica de la Quietud. L'Alabastre també coneix l'energia platejada descoberta per la Nassun, que identifica com a màgia: la veritable força fonamental que fa possible tant l'orogènesi com el funcionament dels mecanismes de Castrima. Tot i el deteriorament progressiu de la seva salut, lluita per ensenyar a l'Essun a canalitzar aquesta màgia amb eficàcia, alhora que es reconcilia amb ella per la mort del seu fill, ocorreguda anys enrere. Finalment, l'Alabastre mor, el seu cos es transforma completament en pedra, després d'haver utilitzat les seves últimes forces per impedir que l'Essun, encegada per dolor i la ira, destrueixi Castrima -i possiblement tota la Quietud- amb el poder màgic de l'obelisc.
Mentrestant, a Castrima es fan paleses les tensions socials: la convivència entre orogèns i "quiets" (no orogens) és, en el millor dels casos, tensa i fràgil. La situació empitjora amb l'arribada d'un grup d'assalt procedent de Rennanis, una comunitat rival del nord que ha abandonat el seu territori i pretén prendre Castrima per la força. Incapaços d'imposar-se en un atac frontal, assetgen la comunitat localitzant els pous de ventilació, amb la intenció de forçar-ne la rendició per manca d'aire.
Sense altra alternativa, els habitants de Castrima es preparen per lluitar. L'ofensiva de Rennanis compta amb l'ajuda d'una facció pròpia de menjapedres, oposats als plans de l'Alabastre i l'Antimoni. Davant l'amenaça imminent de perdre la seva nova llar, l'Essun aconsegueix aplicar amb èxit l'ensenyament rebut del seu mentor: canalitza el poder de tots els obeliscs del món per formar el Portal dels Obeliscs i, mitjançant aquesta força immensa, converteix simultàniament en pedra tots els habitants de Rennanis.
Tot i que Castrima es salva, l'atac ha causat danys irreversibles als mecanismes de la geoda. Davant la perspectiva de morir de fam o d'asfíxia si s'hi queden, la comunitat comença els preparatius per abandonar el lloc. La Cinquena Estació empitjora, i els supervivents es veuen forçats a emprendre el viatge per trobat una nova llar.

## Recepció

### Premis
El Portal dels Obeliscs va guanyar el Premi Hugo a la Millor Novel·la el 2017. Va ser el segon premi per a la sèrie La Terra de Jemisin de Jemisin (després de La Cinquena Estació el 2016), convertint Jemisin en la primera autora en més de dues dècades a guanyar el Premi Hugo a la Millor Novel·la en dos anys consecutius. A més, la victòria ' La Porta de l'Obelisc va arribar com a part d'una llista de guanyadores amb molta presència femenina als Hugo del 2017, que incloïa millor novel·la, novel·la curta, novel·la curta i conte.
A part dels Hugo, The Obelisk Gate va ser nominada al Premi Nebula a la Millor Novel·la, però va perdre contra All the Birds in the Sky, de Charlie Jane Anders . Va guanyar el premi RT Book Reviews del 2016 a la millor novel·la d'alta fantasia .